# Jakob von Bechefer
Jakob Bechefer, à partir de 1705 von Bechefer (plus tard : Beschefer; né le 25 juillet 1661 à Vitry-le-François et mort le 19 octobre 1731 à Magdebourg) est un lieutenant général prussien, commandant de Magdebourg et seigneur de Weysensee.

## Biographie

### Origine
Bechefer est venu de France parmi les nombreux réfugiés. Il est le fils de David Bechefer (1627-1697) et de Susanne Varnier.

### Carrière
En 1685, il devient enseigne dans le régiment d'infanterie « margrave ». En 1692, il devient capitaine de ce régiment. Le 29 octobre 1701, avec la permission du roi, il se rend en Hollande comme major et adjudant général dans les troupes brandebourgeoises. Le 27 février 1703, il devient lieutenant-colonel et le 9 mars 1707, il devient colonel. Le 18 janvier 1705, lui et sa femme sont élevés à la noblesse prussienne par le roi Frédéric-Guillaume Ier. En 1711, il commande le 17e régiment d'infanterie "von Grumbkow". En 1716, il reçoit le régiment d'infanterie Dohna (de). Le 15 juin 1718, il est nommé major général. Le 28 juin 1729, il devient gouverneur de Beeskow et Storckow. En 1729 (ou 1730), il devient lieutenant général et chevalier de l'ordre de l'Aigle noir. Pendant son mandat de commandant de Magdebourg, il reprend le 5e régiment « Arnim ».

### Famille
Il est marié à Suzanne dame de La Coude (morte en 1737). Le couple a les enfants suivants :
- Johanna Charlotte (née vers 1690 et morte en janvier 1770) mariée à Berlin en 1708 avec Samuel von Cocceji (1679–1755)
- Jacques (7 avril 1704, Berlin et mort le 23 mai 1730 à Bâle)
- Louise Susanne (née le 26 novembre 1711 à Berlin et morte le 15 juin 1766) mariée à Berlin le 8 novembre 1737 avec le lieutenant et chevalier de l'Ordre de l'Aigle noir baron Ludwig Kasimir von und zu Hertefeldt (de) (né le 7 août 1709 et mort le 25 décembre 1790), chambellan et capitaine, fils du chevalier de l'ordre de l'Aigle noir, baron Samuel von und zu Hertefeldt (de)
- Lise